# Aketegi
De Aketegi is een 1551 meter hoge berg in de Spaanse provincie Gipuzkoa. Het is de hoogste berg van de autonome regio Baskenland.
De top is te bereiken vanaf het Arantzazu klooster bij Oñati in ongeveer 2,5 uur, of vanaf de plaats Zegama in ongeveer 4,5 uur.